# ماهی آزاد کوهو
ماهی آزاد کوهو (نام علمی: Oncorhynchus kisutch) نام یک گونه از سرده کج‌بینی‌ها است.